# Hugo Page
Hugo Page (født 24. juli 2001 i Chartres) er en cykelrytter fra Frankrig, der er på kontrakt hos Intermarché-Wanty.